# 허구주의
허구주의(fictionalism)는 세계에 대한 설명으로 보이는 진술이 그렇게 해석되어서는 안 되며 대신 "믿게 만드는" 사례로 이해되어야 한다고 가정하는 철학의 관점이다. 따라서 개인이 어떤 것을 문자 그대로 사실인 것으로 취급할 수 있도록 허용한다("유용한 허구").

## 개념
허구주의는 적어도 다음 세 가지 논제로 구성된다.
1. 담론 영역 내에서 이루어진 주장은 진실에 적합한 것으로 간주된다. 즉, 참 또는 거짓이다.
2. 담론의 영역은 다른 의미로 축소되는 것이 아니라 액면 그대로 해석되어야 한다.
3. 특정 영역에서 담론의 목적은 진실이 아니라 다른 미덕(예: 단순성, 설명 범위)이다.

허구주의의 두 가지 중요한 흐름은 가능 세계가 존재 여부에 관계없이 유용한 담론의 일부가 될 수 있다고 주장하는 기디언 로젠(Gideon Rosen)이 개발한 양상적 허구주의와 해트리 필드(Hartry Field)가 옹호한 수학적 허구주의이다.